# Stand der Technik (Patentrecht)
Der Stand der Technik im patentrechtlichen Sinne ist der Bestand an technischem und sonstigem Wissen zum Zeitpunkt der Patentanmeldung. Daran wird die Patentwürdigkeit der angemeldeten Erfindung gemessen. Auch für die Bestimmung des Schutzbereichs eines Patents kann der Stand der Technik relevant werden.
Sinngemäßes gilt für das Gebrauchsmusterrecht.

## Rechtsgrundlage
Der Stand der Technik ist in den meisten Patentsystemen der Welt ein gesetzlich und durch die Rechtsprechung sorgfältig definierter und im Ergebnis einzelfallabhängiger Wissenspool. Er ist in der Regel durch positive Bestimmungen, durch Ausnahmen dazu und durch Anwendungsbestimmungen bei den Kriterien, die auf den Stand der Technik Bezug nehmen, definiert.
- Im deutschen Patentgesetz ist der Stand der Technik in § 3 PatG durch positive Bestimmungen und Ausnahmen dazu definiert. Anwendungsbestimmungen finden sich in § 4 PatG.
- Im deutschen Gebrauchsmusterrecht ist der Stand der Technik in § 3 GebrMG definiert. Diese Regelungen weichen von denen im Patentrecht ab.
- Im österreichischen Patentgesetz 1970 (PatG) ist der Stand der Technik in § 3 wie im deutschen PatG definiert.
- Im europäischen Patentrecht ist der Stand der Technik in Art. 54 EPÜ genauso wie im deutschen Recht durch positive Bestimmungen definiert. 55 nennt Ausnahmen und 56 Anwendungsbestimmungen.
- Das französische Patentgesetz folgt in seinen Artikeln 8 bis 10 der gleichen Systematik wie das deutsche und das europäische Patentrecht.
- Das US-Patentgesetz wird mit “USC 35” (USC = United States Code) angesprochen. Im USC 35 finden sich die Bestimmungen zum Stand der Technik in den §§ 102 ff.

## Regelungsgehalt, Bedeutung
Die Rechtfertigung des Patentrechts liegt in dem Gedanken der Belohnung für überdurchschnittliche Bereicherungen der Technik und der Amortisation entsprechender Aufwendungen. Deshalb wird die Patentwürdigkeit einer Erfindung anhand des „Überschusses“ bestimmt, den sie gegenüber einem genauer definierten vorherigen Wissensbestand liefert.
Außerdem muss auch der rechtliche Konflikt zeitnah eingereichter identischer Patentanmeldungen, der mangels Vorveröffentlichung der zwei Anmeldungen untereinander nicht über den veröffentlichten Wissensstand gelöst werden kann, aufgehoben werden.
Zur Erreichung der zwei Ziele oben sind heute in allen großen Patentsystemen der Welt hierfür zwei Aspekte vorrangig wichtig:
- die Zeitrangssystematik der jüngeren, auf Patentwürdigkeit zu beurteilenden Patentanmeldungen
- der Veröffentlichungszeitpunkt technischer Lehren oder der Zeitrang früher angemeldeter Patente

Technische Lehren, die vor dem Zeitrang der zu beurteilenden Patentanmeldung bekannt geworden sind, sind als Stand der Technik definiert und werden im Jargon „vorveröffentlichter Stand der Technik“ genannt. Technische Lehren, die zwar vor dem Zeitrang der zu beurteilenden Patentanmeldung für das gleiche Territorium zum Patent angemeldet, aber erst später veröffentlicht worden sind, sind auch als Stand der Technik definiert und werden im Jargon „nicht vorveröffentlichter Stand der Technik“ oder „nachveröffentlichter Stand der Technik“ oder manchmal auch nur „älteres Recht“ genannt.
Eine technische Lehre kann nicht für sich alleine als zum „Stand der Technik“ gehörig oder nicht klassifiziert werden. Vielmehr ist diese Klassifizierung immer nur relativ zu einer zu beurteilenden Patentanmeldung möglich und sinnvoll.

### Vorbemerkung: Zeitrang
Der Zeitrang einer Patentanmeldung bestimmt den Stichtag, an und ab dem eine Veröffentlichung oder ein Bekanntwerden einer Lehre oder ihre Anmeldung zum Patent nicht mehr als Stand der Technik gegen die Patentanmeldung gilt.

### Vorveröffentlichter Stand der Technik
Damit eine technische Lehre als vorveröffentlichter Stand der Technik qualifiziert, muss sie vor dem Zeitrang der zu beurteilenden Patentanmeldung bekannt geworden sein. Dem Bekanntwerden steht gleich, dass die Lehre rechtmäßig bekannt werden hätte können (wenn sie z. B. in einem verkauften Produkt eingebaut war). Die kleinste Einheit dabei ist ein Tag.
Beim Bekanntwerden kommt es im Patentrecht weder auf die Art noch auf den Ort noch auf die Sprache der Veröffentlichung bzw. des Bekanntwerdens an. Als Veröffentlichung zählen technische Beschreibungen, mündliche Darlegungen oder offenkundige Vorbenutzung eines Produkts. Der Ort kann irgendwo auf der Welt sein. Die Sprache kann auch eine relativ unbekannte sein.
Es kommt nicht darauf an, ob ein Erfinder tatsächlich einen bestimmten Inhalt kannte. Für die Beurteilung materieller Patentwürdigkeit wird unterstellt, dass ein Fachmann im Metier den geltenden Stand der Technik vollständig kannte. Er kann nicht qualitativ „wegargumentiert“ werden. Es kann nur gegen seine sachliche Relevanz argumentiert werden.
Der behauptete und verwendete Stand der Technik muss sowohl dem Inhalt nach als auch den Veröffentlichungsumständen nach belegt werden. Besonders einfach ist dieser Beleg bei veröffentlichten Patentanmeldungen erbringbar, denn wegen der amtlichen Veröffentlichung sind sowohl Inhalt als auch Veröffentlichungsdatum zweifelsfrei klar.

### Ältere Rechte als Stand der Technik
Nicht selten tritt die Situation ein, dass ähnliche oder identische Patentanmeldungen unterschiedlicher oder auch gleicher Inhaber angemeldet werden, ohne dass aber die ältere schon veröffentlicht wäre, wenn  die jüngere angemeldet wird. Die ältere Anmeldung ist dann nicht vorveröffentlicht gegenüber der jüngeren. Sie wird aber trotzdem als Stand der Technik gegen die jüngere fingiert. Dieser nicht vorveröffentlichte Stand der Technik durch ältere Rechte wird in den meisten Patentsystemen
- nur berücksichtigt, soweit die Rechte in Konflikt treten, also soweit sie das gleiche Territorium betreffen, also im „Inland“, und
- wird oft anders behandelt als vorveröffentlichter Stand der Technik.

### Allgemeines fachmännisches Wissen
Für einfache Merkmale wird manchmal jenseits konkreter Belege das allgemeine fachmännische Wissen als Stand der Technik angenommen. Empirisch gesehen kommt es in zweierlei Qualitäten:
1. Zum einen ist es das Hintergrundwissen, das ein Fachmann hat und das er ohne Weiteres explizit gegebenen Lehren hinzukombiniert. In der PKW-Technik können dies Aussagen sein wie „Es gibt PKW, die mit Elektromotor und einem Verbrennungsmotor ausgestattet sind.“
2. Zum anderen wird damit teilweise auch dasjenige Wissen angesprochen, das ein Fachmann in einen Text hineinliest und so als Inhalt des gelesenen Textes ansieht, ohne dass es explizit dort aufgeführt ist. Beispielsweise ist dies zu PKW das Wissen, dass ein PKW vier Räder haben kann, auch wenn es nicht geschrieben steht. Der Unterschied zu oben 1. ist relevant, wenn es um das Verständnis des Inhalts älterer Rechte geht. Deren Inhalte dürfen nicht systematisch in Kombination mit anderen Inhalten betrachtet werden, denn sonst stünde man bei der Bewertung außerhalb der gesetzlichen Vorgaben („... gilt als neu, wenn sie nicht zum Stand der Technik gehört“).

Wenn allgemeines fachmännisches Wissen ohne Beleg angeführt wird, kann man dagegen qualitativ zu argumentieren versuchen.

### Ausnahmen

#### Neuheitsschonfrist
Im Gebrauchsmusterrecht gehört eine Veröffentlichung nicht zum Stand der Technik, wenn sie innerhalb von sechs Monaten vor dem Anmeldetag erfolgte und auf den Anmelder selbst zurückgeht. Anders ausgedrückt kann man noch sechs Monate nach der Veröffentlichung der eigenen Erfindung ein Gebrauchsmuster anmelden, ohne dass ihm die eigene Verlautbarung als Stand der Technik entgegensteht. Im deutschen und europäischen Patentrecht gibt es diese Möglichkeit nicht.
Das US-Recht räumt eine Neuheitsschonfrist von einem Jahr gegenüber der eigenen Verlautbarung ein.

#### Vertraulichkeitsvereinbarung
Eine Verlautbarung der Erfindung einem Dritten gegenüber vor ihrer erstmaligen Anmeldung zum Patent würde a priori als Stand der Technik gelten. Wenn die Verlautbarung aber unter einer Geheimhaltungsverpflichtung (englisch non disclosure agreement – NDA) erfolgt, qualifiziert sie nicht als Stand der Technik. Auf diese Weise ist es dem Erfinder möglich, mit anderen betreffend seine Erfindung zu kooperieren und sich darüber auszutauschen, bevor sie angemeldet wird, ohne dass dies als Stand der Technik gegen ihn zählt.

#### Missbrauch
Auch eine missbräuchliche Veröffentlichung der Erfindung zum Nachteil des Anmelders bleibt außer Betracht, wenn sie nicht früher als sechs Monate vor dem Anmeldetag der Erfindung erfolgte.

## Relevanz für Patentwürdigkeit
In allen großen Patentsystemen der Welt muss eine zur Patentierung beantragte Erfindung neu und erfinderisch gegenüber dem Stand der Technik sein.

### Kriterium „Neuheit“
Für das Kriterium der Neuheit wird sowohl der vorveröffentlichte als auch der nicht vorveröffentlichte Stand der Technik herangezogen.

### Kriterium „Erfinderische Tätigkeit“
Für das Kriterium der erfinderischen Tätigkeit schreiben die einschlägigen Regelungen vor, nur den vorveröffentlichten Stand der Technik heranzuziehen, nicht aber den nicht vorveröffentlichten.

### Kriterium „Einheitlichkeit“
Ein Patent kann nur eine Erfindung schützen. Wenn in einer Patentanmeldung mehrere unabhängige Patentansprüche stehen, werden diese als eine Erfindung angesehen und sind damit zulässig, wenn für beide in gleicher Weise gegenüber dem Stand der Technik argumentiert werden kann. Wenn dagegen der Stand der Technik es erfordert, für die unterschiedlichen Patentansprüche unterschiedlich zu argumentieren, werden sie als unterschiedliche Erfindungen angesehen  und sind zusammen nicht zulässig. Eine muss dann gestrichen werden und kann dann ggf. in einer Teilanmeldung weiterverfolgt werden.

### Auslegung
Der Stand der Technik kann auch für das Verständnis der Angaben in der Patentanmeldung selbst relevant werden. Immer wieder kommt es vor, dass Begriffe nicht für sich alleine verstanden werden können. Dann ist zunächst der Gesamtgehalt der Patentanmeldung zur Interpretation des Begriffs heranzuziehen. Wenn dann immer noch Fragen offenbleiben, kann auf den Stand der Technik Bezug genommen werden.

## Relevanz für Schutzbereich

### Auslegung
Es gilt das Gleiche wie weiter oben bei Auslegung.

### Deutsches Verletzungsrecht: „Formsteineinwand“
Im Bereich der identischen Patentverletzung muss der Verletzungsrichter das Patent so akzeptieren, wie es vom Patentamt oder dem Patentgericht erteilt oder aufrechterhalten wurde. Er darf nicht entscheiden, dass das Patent gegenüber dem Stand der Technik nichtig ist. Wenn dagegen Patentverletzung im Bereich der Äquivalenz argumentiert wird, ist er nicht an einen Erteilungsbeschluss gebunden. Er kann dann entscheiden, dass die äquivalent argumentierte Ausführungsform gegenüber dem Stand der Technik keine patentfähige Erfindung ist, und damit die Patentverletzung verneinen.

## Einzelheiten

### Eigene Verlautbarung
Auch die eigene Verlautbarung wird in den meisten Patentsystemen zum Stand der Technik gezählt. Hierzu gehören das deutsche und das europäische. Einige Patentsysteme gewähren allerdings die o. g. Neuheitsschonfrist.

### Deutsches Gebrauchsmusterrecht
Europaweit sind viele materielle Patentregelungen vereinheitlicht, auch die zum Stand der Technik. Das deutsche Gebrauchsmusterrecht aber hat einige Besonderheiten, auch betreffend den geltenden Stand der Technik. Die schriftlichen Vorveröffentlichungen sind relevant wie im Patentrecht. Die offenkundigen Vorbenutzungen sind aber anders als im Patentrecht nur relevant, soweit sie im Inland erfolgten.

### Recherche
Eine Patentrecherche zum jeweiligen Stand der Technik, etwas in der Datenbank STN International, ermöglicht vor Anmeldung die Einschätzung einer Erfindung als patentfähige Neuheit.
In den patentamtlichen Prüfungsverfahren recherchieren die Patentprüfer den Stand der Technik und teilen das Ergebnis dem Anmelder mit. Einsprechende oder Nichtigkeitskläger gegen ein Patent können Privatrecherchen durchführen und aufgefundenes Material ihrerseits dem Patentamt mitteilen.

### Beibringungspflicht
Das amerikanische Patentrecht verpflichtet den Anmelder, von sich aus Stand der Technik, der ihm bekannt geworden ist, dem Patentamt mitzuteilen (IDS – invention disclosure statement). Im deutschen und europäischen Patentrecht können die Ämter den in Parallelverfahren bekannt gewordenen Stand der Technik anfordern.